# Setka
Setka (St k3, "Seth és el meu Ka", "el Ka és en ell") va ser un príncep hereu egipci de la IV dinastia. És conegut per la seva estatueta en forma d'escriba assegut. També és objecte d'una teoria que afirma que va ser faraó d'Egipte durant molt poc temps.

## Identitat
Setka era el fill gran i príncep hereu del faraó Djedefre. Es desconeix la seva vida familiar, ja que s'han perdut els noms de les seves dones i fills. Atès que s'han pogut identificar els noms de tres fills més de Djedefre, (Baka, Harnit i Nikau-Djedefre) aquests haurien de ser els germans o germanastres de Setka. Les filles de Djedefre, Hetepheres III i Neferhetepes, serien també les seves germanes o mig-germanes. Tampoc se sap qui era la seva mare. Podria haver estat una de les dones de Djedefre, Khentetka o Hetepheres II, però qualsevol filiació és pura conjectura.
Segons la inscripció de la seva estatueta, Setka era "Membre de l'elit", "Fill gran del Rei", "Summe Sacerdot gran lector del seu pare", "Rector de la casa del matí" i "Cap del palau".

## Possible regnat com a faraó
| s | st | t · kA |

| s | st | t · kA |

Segons l'egiptòleg Aidan Dodson, és possible que Setka fos faraó d'Egipte durant molt poc temps (potser un o dos anys). La seva suposició es basa en l'anomenada piràmide nacabada de Zawiet al-Arian. Aquesta piràmide va ser abandonada poc després de començar i només s'hi van poder trobar una gran suma d'inscripcions de tinta vermella i negra deixades pels treballadors. Aquestes inscripcions proporcionen un nom dins d'un cartutx reial, que segueix sent parcialment il·legible. El primer signe es pot identificar com un signe Ka, però l'altre signe va ser copiat per l'excavador de piràmides de manera tan difusa, que segueix sent indescifrable. Aidan Dodson està convençut de la representació d'un Seth (animal assegut), llegint el nom reial com Seth-Ka ("Seth és el meu Ka"). En aquest cas, Setka hauria seguit al seu pare en el tron. A més, alguns estudiosos creuen que Setka i el seu pare van començar una mena de baralla familiar quan va pujar al tron. Això explicaria que qualsevol document contemporani que l'esmentés fos destruït, excepte la seva estatueta, que ja estava col·locada a la piràmide de Djedefre com a bé funerari. També podria explicar per què Djedefre i Setka van triar els seus propis llocs d'enterrament a una distància notable de la necròpolis de Gizeh.
Tanmateix, la teoria de Dodson no està plenament acceptada. Egiptòlegs com Rainer Stadelmann i Georg Reisner proposen al príncep Baka com a propietari de la piràmide inacabada. Segons la seva teoria, Baka (el nom del qual estava escrit amb els signes d'un moltó i el Ka) simplement va utilitzar la forma del nom original en vida, però després de la seva mort es va canviar per Bakarê ("ànima i Ka de Râ"). En les cròniques gregues antigues, el nom de Baka es va hel·lenitzar en Bikheris. Per aquest motiu, el pou de la tomba inacabat de Zawiet al-Arian també s'anomena "Piràmide de Bikheris".

## Estatueta de Setka

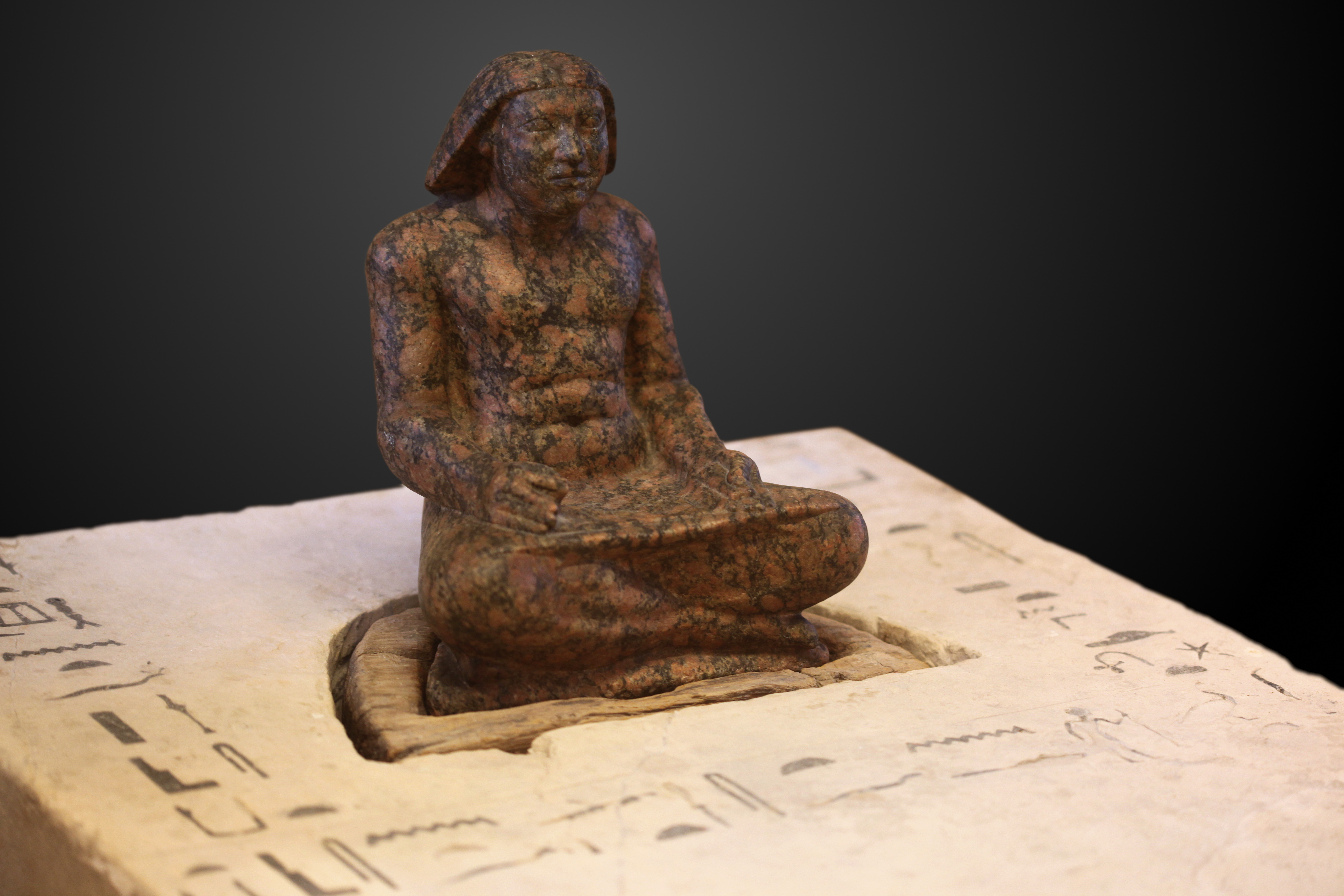
Estatueta de Setka al Museu del Louvre.

En realitat, Setka és conegut pels estudiosos només per la seva estatueta. Va ser trobada durant l'hivern de 1901 per l'arqueòleg francès Émile Chassinat a Abu Rawash, quan va excavar la piràmide de Djedefre. Avui l'estatueta s'exhibeix al Museu del Louvre de París amb el número d'inventari E 12639. L'estatueta de Setka és el model més antic conegut de l'anomenat tipus escriba assegut. L'artefacte està fet de granit polit i fa 30 cm d'alçada, 23 cm d'ample i 17 cm de gruix. La figura es mostra en posició de cames creuades, subjectant un full de papir a la falda i un jonc d'escriptura imaginari. El podestal de l'estàtua està fet de pedra calcària polida, la seva superfície està gravada amb el nom i els títols de Setka. El full de papir està decorat amb el títol "Fill del Rei del seu cos".